# Afiliat
Un afiliat reprezintă o entitate comercială într-o relație cu o altă entitate egală sau mai mare.
Un afiliat poate fi o firma sau persoana fizică care vinde produsele altor comercianți pe propriul site web. Vizitatorii site-ului web al firmei pot comanda marfa de acolo, însă vânzarea se efectuează efectiv in site-ul principalului client care transmite un comision site-ului web de unde a provenit comanda.
Un afiliat este o organizație, o entitate comercială sau o persoană care este legată și adesea controlată de o terță parte. Acest control este realizat de un programele de afiliere se poate extinde la gestiunea partajată sau proprietară, utilizarea în comun a facilităților și echipamentelor sau accesul la alte resurse, cum ar fi servicii pentru clienți.

## Super afiliat
Un sistem de marketing afiliat poate oferi unui comerciant acces la o armată de vânzători virtuali, dar mulți afiliati generează in cele mai multe cazuri puține rezultate reale. Un super afiliat ar putea înregistra mai multe rezultate decât sute sau mii de afiliați mai mici, combinați. Parteneriatul cu un super afiliat îi permite managerilor de afiliați să-și petreacă mai puțin timp pe îndatoririle administrative și mai mult timp în generarea de rezultate.